# Mish Barber-Way
Pour les articles homonymes, voir Barber et Way.
Mish Barber-Way (née le 15 juillet 1985 à Vancouver, en Colombie-Britannique) est une musicienne canadienne de punk rock. Elle est la fondatrice du groupe de punk rock White Lung, formé en 2006, et en a été la chanteuse jusqu'à la dissolution du groupe en 2022.

## Biographie

### Études
Barber-Way est née le 15 juillet 1985 à Vancouver, en Colombie-Britannique. Enfant, elle participe à des concours de patinage artistique avant de se concentrer sur la musique et l'écriture. À l'université, Barber-Way étudie d'abord l'écriture avant de s'orienter vers des programmes de philosophie et d'études de genre. Pendant ses études postsecondaires, elle travaille comme stagiaire pour Vancouver Magazine et Hearty. Pendant son adolescence, elle travaille dans le nettoyage à sec.

### Carrière
Barber-Way commence à jouer de la musique dans le groupe de son ancien petit ami avant de cofonder White Lung en 2006. Après la sortie du deuxième album studio de White Lung, Sorry, Barber-Way envisage de quitter le groupe pour se concentrer sur sa carrière d'auteure, mais décide finalement de rester après que Sorry ait gagné en popularité et que le groupe a obtenu un contrat d'enregistrement avec Domino. Tout en chantant dans White Lung, Barber-Way a écrit des articles pour diverses sources médiatiques, notamment Vice Media, Talkhouse, Hustler, The Guardian, i-D, Dazed, Los Angeles Times, et V, entre autres. En 2015, Anna Wintour a laissé Barber-Way poser pour Yves Saint Laurent dans le numéro de septembre de Vogue, sous la direction de David Sims. En 2016, Barber-Way reprend Used to Love Her de Guns N' Roses. En 2021, elle chante sur la chanson Radium Girls des Bloody Beetroots.

## Vie privée
Barber-Way est mariée au chanteur Austin Barber du groupe de rock américain Saviours, et ils vivent dans la banlieue de Los Angeles, en Californie, avec leurs enfants. Dans ses précédents albums avec White Lung, Barber-Way a incorporé des chansons sur son expérience personnelle de la dysmorphie corporelle et de la toxicomanie.